# Indicatore della situazione economica equivalente
L'indicatore della situazione economica equivalente, in acronimo ISEE, è uno strumento che permette di misurare la condizione economica delle famiglie nella Repubblica italiana. È un indicatore che tiene conto dei redditi, dei patrimoni (mobiliare e immobiliare) e delle caratteristiche di un nucleo familiare (per numerosità e tipologia).
Da gennaio 2015 il calcolo dell'indice è stato revisionato in base all'articolo 5 del D.L. 6.12.2011, n. 201, convertito con modificazioni dalla legge 22.12.2011, n. 214 e al conseguente decreto del presidente del Consiglio dei ministri del 5.12.2013, n. 159 "Regolamento concernente la revisione delle modalità di determinazione e i campi di applicazione dell'Indicatore della Situazione Economica Equivalente (ISEE)".

## Definizione
Il DPCM 159/2013 afferma che l'indicatore della situazione economica (ISE) è la somma dell'indicatore della situazione reddituale (ISR) e del venti per cento dell'indicatore della situazione patrimoniale (ISP).
L'ISEE è calcolato, con riferimento al nucleo familiare di appartenenza del richiedente come rapporto tra l'ISE e il parametro della scala di equivalenza corrispondente alla specifica composizione del nucleo familiare (SE).
Gli elementi che concorrono alla formazione dell'indicatore sono, secondo il decreto:
- reddito
- patrimonio mobiliare
- patrimonio immobiliare
- nucleo familiare
- caratteristiche del nucleo familiare.

La norma individua, quindi, criteri unificati di valutazione della situazione economica che devono essere prodotte a quegli enti, da parte dei soggetti che richiedano prestazioni o servizi sociali o assistenziali non destinati alla generalità dei soggetti o comunque collegati nella misura o nel costo a determinate situazioni economiche.
La produzione della situazione avviene tramite la presentazione di una dichiarazione sostitutiva unica (D.S.U.).

## Dichiarazione sostitutiva unica
Chi richieda la prestazione sociale agevolata deve sottoscrivere la dichiarazione sostitutiva unica (DSU). Ogni soggetto ha facoltà di presentare, entro il periodo di validità di tale dichiarazione, una nuova dichiarazione, qualora intenda far rilevare i mutamenti delle condizioni familiari ed economiche ai fini del calcolo dell'indicatore della situazione economica equivalente del proprio nucleo familiare.
Inoltre, gli enti erogatori possono stabilire per le prestazioni da essi erogate la decorrenza degli effetti di tali nuove dichiarazioni.
L'INPS rilascerà un'attestazione riportante i dati reddituali e patrimoniali della situazione economica del dichiarante e dei familiari presenti nel nucleo.
La DSU, munita dell'attestazione, può essere utilizzata, nel periodo di validità, da ogni componente il nucleo familiare per l'accesso alle prestazioni agevolate, il quale se ne assume la responsabilità per false dichiarazioni e indebita percezione di una prestazione sociale agevolata, al pari del sottoscrittore della DSU.

## Elementi

### Reddito
- L'indicatore della situazione reddituale (ISR) dei soggetti appartenenti al nucleo familiare si ottiene sommando per ciascuno di essi:
  1. il reddito complessivo riferito al secondo anno solare precedente la presentazione della DSU (ad esempio, nel 2022 vanno indicati i redditi percepiti nel 2020) ai fini delle imposte sui redditi delle persone fisiche, al netto dei redditi agrari relativi alle attività indicate dall'art. 2135 del codice civile svolte, anche in forma associata, dai soggetti produttori agricoli titolari di partita IVA, obbligati alla presentazione della dichiarazione ai fini dell'IVA. In caso di esonero dall'obbligo di presentazione della dichiarazione dei redditi vanno assunti i redditi imponibili ai fini IRPEF riferiti al secondo anno solare precedente la presentazione della DSU. ;
  2. i redditi di lavoro prestato nelle zone di frontiera e in altri Paesi limitrofi da soggetti residenti nel territorio dello Stato;
  3. i proventi derivanti da attività agricole, svolte anche in forma associata, per le quali sussiste l'obbligo alla presentazione della dichiarazione IVA; a tal fine va assunta la base imponibile determinata ai fini dell'IRAP, al netto dei costi del personale a qualunque titolo utilizzato;
  4. il reddito figurativo delle attività finanziarie, determinato applicando il tasso di rendimento medio annuo dei titoli decennali del Tesoro (rilevati l'anno precedente alla data di presentazione della dichiarazione) al complessivo patrimonio mobiliare del nucleo familiare individuato secondo quanto indicato nel successivo.[1]

- Qualora il nucleo risieda in abitazione in locazione, dalla somma dei suddetti elementi reddituali si detrae il valore del canone di locazione annuo, fino a concorrenza e per un ammontare massimo di € 7,000, incrementato di € 500 per ogni figlio convivente successivo al secondo. In tal caso il richiedente è tenuto a dichiarare gli estremi del contratto di locazione registrato e l'ammontare del canone. Ai fini dell'applicazione della detrazione del presente comma:
  1. l'abitazione di residenza del nucleo è quella nella quale risiedono i componenti del nucleo familiare e per la quale il contratto di locazione è registrato in capo ad almeno uno dei componenti;
  2. se il canone di locazione si riferisce alla casa di abitazione e alle relative pertinenze, si indica la quota di canone unicamente riferibile all'abitazione;[2]
  3. se i componenti del nucleo, in virtù dell'applicazione dei criteri di cui al precedente paragrafo, risultano risiedere in più abitazioni per le quali il contratto di locazione è registrato in capo ad alcuno dei componenti stessi, la detrazione si applica, tra le suddette, all'abitazione individuata dal richiedente nella dichiarazione sostitutiva unica; se il contratto di locazione risulta solo in quota parte in capo ai componenti del nucleo, la detrazione si applica per detta quota.

A seguito delle sentenze del Consiglio di Stato nn. 838, 841 e 842 del 2016, si è ribadito il principio secondo il quale l'indennità di accompagnamento, e le altre indennità che prescindono dal reddito, verosimilmente le rendite Inail, non sono qualificabili come reddito e restano pertanto fuori dal calcolo dell'ISEE, in quanto si tratta, come altre misure risarcitorie per inabilità che prescindono dal reddito, di somme erogate al fine di attenuare una situazione di svantaggio, che tendono a dar effettività al principio di uguaglianza, al fine di pervenire in una posizione uguale rispetto a chi non soffre di quest'ultimo ed a ristabilire una parità morale e competitiva. Sono pertanto esclusi, dal reddito ai fini ISEE, i trattamenti erogati da amministrazioni pubbliche in ragione di una condizione di disabilità, non compresi nel reddito complessivo ai fini IRPEF.

I trattamenti assistenziali e previdenziali, anch'essi esenti Irpef sono ad oggi ricompresi dal Dpcm nel computo dei redditi Isee: pensione sociale, integrazione al minimo e pensione di invalidità erogati dall'Inps, così come altri trasferimenti monetari di varia natura (come contributi per l'affitto e le utenze, minimo vitale) erogati dalle amministrazioni comunali.

### Patrimonio mobiliare
- Della determinazione del patrimonio mobiliare devono essere considerate le componenti di seguito specificate, possedute alla data del 31 dicembre di due anni precedenti alla presentazione della dichiarazione sostitutiva unica:
  1. depositi e conti correnti bancari e postali, per i quali va indicato sia il valore del saldo attivo, al netto degli interessi, alla data del 31 dicembre e sia la giacenza media, di due anni precedenti alla presentazione della dichiarazione sostitutiva. Nel calcolo viene utilizzato il valore più alto (questa disposizione è stata introdotta al fine di evitare l'elusione della componente patrimoniale mediante lo svuotamento dei conti correnti il 30/12 e la ricostituzione degli stessi il 02/01 successivo, come avveniva con il precedente regolamento ISEE[3]);
  2. titoli di Stato, obbligazioni, certificati di deposito e credito, buoni fruttiferi ed assimilati, per i quali va assunto il valore nominale delle consistenze alla data di cui al punto 1;
  3. azioni o quote di organismi di investimento collettivo di risparmio (OICR) italiani o esteri, per le quali va assunto il valore risultante dall'ultimo prospetto redatto dalla società di gestione alla data di cui al punto 1;
  4. partecipazioni azionarie in società italiane ed estere quotate in mercati regolamentati, per le quali va assunto il valore rilevato alla data di cui al punto 1, ovvero, in mancanza, nel giorno antecedente più prossimo;
  5. partecipazioni azionarie in società non quotate in mercati regolamentari e partecipazioni in società non azionarie, per le quali va assunto il valore della frazione del patrimonio netto, determinato sulla base delle risultanze dell'ultimo bilancio approvato anteriormente alla data di presentazione della dichiarazione sostitutiva di cui all'art. 6, ovvero, in caso di esonero dall'obbligo di redazione del bilancio, determinato dalla somma delle rimanenze finali e dal costo complessivo di beni ammortizzabili, al netto dei relativi ammortamenti, nonché degli altri cespiti o beni patrimoniali;
  6. masse patrimoniali, costituite da somme di denaro o beni non relativi all'impresa, affidate in gestione ad un soggetto abilitato ai sensi del decreto legislativo 23 luglio 1996 n. 415, per le quali va assunto il valore delle consistenze risultanti dall'ultimo rendiconto predisposto, secondo i criteri stabiliti dai regolamenti emanati dalla Commissione Nazionale per le Società e la Borsa, dal gestore del patrimonio anteriormente alla data di cui al punto 1;
  7. altri strumenti e rapporti finanziari per i quali va assunto il valore corrente alla data di cui al punto 1, nonché contratti di assicurazione mista sulla vita e di capitalizzazione per i quali va assunto l'importo dei premi complessivamente versati a tale ultima data, ivi comprese le polizze a premio unico anticipato per tutta la durata del contratto, per le quali va assunto l'importo del premio versato; sono esclusi i contratti di assicurazione mista sulla vita per i quali alla medesima data non è esercitabile il diritto di riscatto;
  8. imprese individuali per le quali va assunto il valore del patrimonio netto, determinato con le stesse modalità indicate al precedente punto 7.
- Per i rapporti di custodia, amministrazione, deposito e gestione cointestati anche a soggetti appartenenti a nuclei familiari diversi, il valore delle consistenze è assunto per la quota di spettanza.
- Il complessivo del patrimonio mobiliare di ciascun soggetto appartenente al nucleo familiare convenzionale è assunto per difetto ai cinquecento € o ai suoi multipli.

### Patrimonio immobiliare
- L'indicatore della situazione patrimoniale (ISP) è determinato sommando, per ciascun componente del nucleo familiare i seguenti valori patrimoniali:
  1. il valore dei fabbricati e terreni edificabili ed agricoli, intestati a persone fisiche diverse da imprese, quale definito ai fini IMU al 31 dicembre di due anni precedenti a quello di presentazione della dichiarazione sostitutiva, indipendentemente dal periodo di possesso nel periodo d'imposta considerato (es. per le dichiarazioni presentate nel 2024 si fa riferimento al patrimonio immobiliare - terreni ed immobili - al 31/12/2022). Per gli immobili all'estero si considera il valore come definito in base al comma 15 dell'articolo 19 del D.L. 201/2011. Dal valore così determinato di ciascun fabbricato o terreno, si detrae, fino a concorrenza, l'ammontare dell'eventuale debito residuo alla stessa data del 31 dicembre per mutui contratti per l'acquisto dell'immobile o per la costruzione (non ristrutturazione) del fabbricato adibito a casa principale. Qualora il nucleo risieda in abitazione di proprietà, il valore come sopra determinato (al netto del mutuo residuo) non rileva ai fini del calcolo se inferiore a una cifra di 52.500,00 euro aumentata di euro 2.500,00 per ogni figlio convivente successivo al secondo. Se la cifra è superiore a detta soglia si considera, ai fini del calcolo sul patrimonio, una quota pari a due terzi dell'eccedenza. Ai fini dell'applicazione della detrazione del presente comma:
    - l'abitazione di residenza del nucleo è quella nella quale risiedono i suoi componenti, di proprietà di almeno uno di essi;
    - se i componenti del nucleo, in virtù dell'applicazione dei criteri di cui all'articolo 1-bis, risultano risiedere in più abitazioni la cui proprietà è di alcuno dei componenti stessi, la detrazione si applica, tra le suddette, all'abitazione individuata dal richiedente nella dichiarazione sostitutiva unica;
    - se l'immobile risulta in quota parte di proprietà di alcuno dei componenti del nucleo, la detrazione si applica solo per detta quota;

  2. il valore del patrimonio mobiliare è calcolato secondo i criteri di cui all'art. 5 del DPCM 159/2013, il quale dispone che da tale valore si detrae, fino a concorrenza, una franchigia pari a € 6.000,00 aumentati di € 2.000,00 per ogni componente il nucleo familiare successivo al primo fino ad un massimo di € 10.000,00. La predetta franchigia è aumentata di € 1.000,00 per ogni figlio componente il nucleo familiare successivo al secondo. Tale franchigia non si applica ai fini della determinazione del reddito figurativo.
- I valori patrimoniali di cui ai punti 1 e 2 del comma precedente rilevano in capo alle persone fisiche titolari di diritti di proprietà o reali di godimento (usufrutto, diritto di abitazione ecc...).

### Nucleo familiare
- Ciascun soggetto può appartenere ad un solo nucleo familiare. Fanno parte del nucleo familiare i soggetti componenti la famiglia anagrafica ai sensi dell'articolo 4 del decreto del presidente della Repubblica 30 maggio 1989, n. 223, salvo quanto stabilito dai commi seguenti.
- I soggetti a carico ai fini IRPEF, anche se componenti altra famiglia anagrafica, fanno parte del nucleo familiare della persona di cui sono a carico. Quando un soggetto risulta a carico ai fini IRPEF di più persone, si considera, tra quelle di cui è a carico, componente il nucleo familiare:
  1. della persona della cui famiglia anagrafica fa parte;
  2. se non fa parte della famiglia anagrafica di alcuna di esse, della persona tenuta agli alimenti ai sensi degli articoli 433 e seguenti del codice civile, secondo l'ordine ivi previsto; in presenza di più persone obbligate agli alimenti nello stesso grado, si considera componente il nucleo familiare di quella tenuta in misura maggiore ai sensi dell'articolo 441 del codice civile.
- I coniugi che hanno la stessa residenza, anche se risultano a carico ai fini IRPEF di altre persone, fanno parte dello stesso nucleo familiare; nei loro confronti si applica il solo criterio anagrafico.
- I coniugi che hanno diversa residenza anagrafica, anche se risultano a carico ai fini IRPEF di altre persone, fanno parte dello stesso nucleo familiare, identificato sulla base della famiglia anagrafica di uno dei coniugi che è considerata di comune accordo corrispondente alla residenza familiare. Detti criteri di attrazione non operano nei seguenti casi:
  1. quando è stata pronunciata separazione giudiziale o è intervenuta l'omologazione della separazione consensuale ai sensi dell'articolo 711 del codice di procedura civile, ovvero quando è stata ordinata la separazione ai sensi dell'articolo 126 del codice civile;
  2. quando la diversa residenza è consentita a seguito dei provvedimenti temporanei ed urgenti di cui all'articolo 708 c.p.c.;
  3. quando uno dei coniugi è stato escluso dalla potestà sui figli o è stato adottato, ai sensi dell'articolo 333 del codice civile, il provvedimento di allontanamento dalla residenza familiare;
  4. quando si è verificato uno dei casi di cui all'articolo 3 della legge 10 dicembre 1970, n. 898, e successive modificazioni, ed è stata proposta domanda di scioglimento o cessazione degli effetti civili del matrimonio;
  5. quando sussiste abbandono del coniuge, accertato in sede giurisdizionale o dalla pubblica autorità competente in materia di servizi sociali.
- Il figlio minore di anni 18, anche se a carico ai fini IRPEF di altre persone, fa parte del nucleo familiare del genitore con il quale risulta residente. Il minore che si trova in affidamento preadottivo, ovvero in affidamento temporaneo presso terzi disposto o reso esecutivo con provvedimento del giudice, fa parte del nucleo familiare dell'affidatario, ancorché risulti in altra famiglia anagrafica o risulti a carico ai fini IRPEF di altro soggetto. Il minore in affidamento e collocato presso comunità o istituti di assistenza è considerato nucleo familiare a sé stante.
- Il soggetto che si trova in convivenza anagrafica ai sensi dell'articolo 5 del decreto del Presidente della Repubblica 30 maggio 1989, n. 223, è considerato nucleo familiare a sé stante, salvo che debba essere considerato componente del nucleo familiare del coniuge, ovvero del nucleo familiare della persona di cui è a carico ai fini IRPEF, ai sensi delle disposizioni del presente articolo. Se della medesima convivenza anagrafica fanno parte il genitore e il figlio minore, quest'ultimo è considerato componente dello stesso nucleo familiare del genitore.

In precedenza, secondo un decreto legislativo abrogato in toto: Ai sensi dell'articolo 3, comma 2, del decreto legislativo 31 marzo 1998, n. 109 e successive modificazioni, in relazione a particolari prestazioni, l'Amministrazione può assumere, mediante specifico regolamento, una composizione del nucleo familiare diversa.

### Caratteristiche del nucleo familiare
- Il valore della scala di equivalenza (SE) è il parametro relativo alla famiglia e viene desunto in base al numero dei componenti la famiglia convenzionale e maggiorato in base alle caratteristiche della famiglia come illustrato qui di seguito:
  - Numero componenti il nucleo familiare - Parametro: 1 - 1,00 | 2 - 1,57 | 3 - 2,04 | 4 - 2,46 | 5 - 2,85 | Per ogni ulteriore componente la SE va incrementata di 0,35;
  - Maggiorazioni: a) 0,2 in caso di nuclei familiari con tre figli, 0,35 in caso di quattro figli, 0,5 in caso di almeno cinque figli; b) 0,2 per nuclei familiari con figli minorenni, elevata a 0,3 in presenza di almeno un figlio di età inferiore a tre anni compiuti, in cui entrambi i genitori o l'unico presente abbiano svolto attività di lavoro o di impresa per almeno sei mesi nell'anno di riferimento dei redditi dichiarati; c) la maggiorazione di cui alla lettera b) si applica anche in caso di nuclei familiari composti esclusivamente da genitore solo non lavoratore e da figli minorenni; ai soli fini della verifica del requisito di cui al periodo precedente, fa parte del nucleo familiare anche il genitore non convivente, non coniugato con l'altro genitore, che abbia riconosciuto i figli, a meno che non ricorra uno dei casi di cui all'articolo 7, comma 1, lettere dalla a) alla e) del DPCM 159/2013.
  - Maggiorazione dello 0,5 per ogni componente con disabilità media, grave o non autosufficiente.

### Situazione dei nuclei famigliari con diversamente abili
Con tre sentenze della sez. IV del Consiglio di Stato depositate nello stesso giorno (sez. IV, n. 838, 841 e 842 del 29 febbraio 2016), la giustizia amministrativa italiana, dando ragione alle famiglie dei ricorrenti con disabilità, ha stabilito che devono essere escluse dal calcolo ISEE: le indennità di invalidità e di accompagnamento, i trattamenti assistenziali, previdenziali, pensioni, assegni sociali e di cura, indennità per minorazioni civili. Era previsto l'inserimento per: i soli trattamenti assistenziali, previdenziali e le indennità non soggetti ad IREPF e non erogati dall'INPS. In base alle tre sentenze, la metodologia del calcolo ISEE è stata modificata con legge 89/2016 (in attuazione del decreto 89/2016).
Dal 2016 la deduzione che era prima distinta per grado di disabilità (media, grave, non autosufficiente) ed età maggiorenne/minorenne, è stata sostituita da un'unica maggiorazione nella scala di equivalenza, pari a 0,5 per ogni soggetto che rientra nella declaratoria della disabilità delle istruzioni per la compilazione della DSU (ripristinando di fatto la situazione pre-riforma del 2015).

## Modalità di calcolo

### ISEE
- ISR = reddito + reddito figurativo - MIN (affitto; detrazione affitto)
- ISP = patrimonio mobiliare - franchigia + patrimonio immobiliare - (eventuale debito residuo mutuo per l'acquisto dell'immobile, o debito residuo mutuo per la costruzione della casa di abitazione - franchigia per l'abitazione principale)
- ISE = ISR + 20% * ISP
- ISEE = ISE / SE

### ISPE
- L'indicatore di situazione patrimoniale equivalente (ISPE) si calcola dividendo l'importo dell'ISP per il valore della scala di equivalenza (SE) corrispondente ai componenti del nucleo familiare. Ovvero ISPE = ISP / SE. Tale parametro trova impiego specialmente nell'assegnazione delle borse di studio da parte degli enti per il diritto allo studio universitario in combinazione con il parametro ISEE.[3]

## Norme speciali per specifiche categorie di prestazioni sociali
Le modalità di calcolo dell'ISEE definite dal DPCM 159/2013 hanno introdotto una pluralità di ISEE, abbandonando il criterio della unicità vigente con il previgente D.Lgs. 109/1998.
A fianco all'ISEE ordinario, utilizzabile per la generalità delle prestazioni sociali agevolate (prestazioni o servizi sociali assistenziali la cui erogazione dipende dalla situazione economica del nucleo del richiedente, compresi i servizi di pubblica utilità a condizioni agevolate) ora vi sono:
- ISEE UNIVERSITÀ, utilizzabile per le prestazioni per il diritto allo studio universitario previa identificazione del nucleo familiare di riferimento dello studente;
- ISEE SOCIOSANITARIO, utilizzabile per le prestazioni socio-sanitarie per cui è possibile scegliere un nucleo familiare ristretto rispetto a quello ordinario;
- ISEE SOCIOSANITARIO - RESIDENZE utilizzabile per le prestazioni socio-sanitarie residenziali, per cui è possibile scegliere un nucleo familiare ristretto; prevede differenze in alcune componenti di calcolo e tiene conto della situazione economica dei figli del beneficiario non inclusi nel nucleo;
- ISEE CON GENITORI NON CONIUGATI TRA LORO E NON CONVIVENTI utilizzabile per le prestazioni rivolte ai minorenni/studenti universitari che siano figli di genitori non coniugati tra loro e non conviventi e tiene conto della situazione economica del genitore non convivente (con alcune condizioni da soddisfare);
- ISEE CORRENTE è un aggiornamento dell’ISEE già rilasciato e calcolato in seguito a significative variazioni reddituali o patrimoniali ovvero variazioni della situazione lavorativa o interruzione di trattamenti di almeno un componente del nucleo.

### ISEE per le prestazioni per il diritto allo studio universitario e per l'Università (ISEEU)
Gli interventi per il diritto allo studio universitario e per l'Università, in particolare, sono regolati dall'art. 8 del DPCM 159/2013, nel quale:
- il reddito e i patrimoni dello studente avente nucleo familiare a sé stante sono integrati con quelli del nucleo familiare dei genitori, a meno che lo studente sia considerato effettivamente indipendente, cioè:
  - fondatore di nuovo nucleo familiare in seguito a matrimonio, oppure
  - domiciliato in residenza esterna all'unità abitativa della famiglia di origine, da almeno due anni rispetto alla data di presentazione della domanda per la prima volta a ciascun corso di studi, in alloggio non di proprietà di un suo membro familiare e percipiente reddito superiore a un certo livello (superiore a 9.000 euro/anno come fissato dall'art.3 DM 1320/2021)[9]
- il genitore non convivente nel nucleo familiare, non coniugato con l'altro genitore, che abbia riconosciuto il figlio, fa parte del nucleo familiare del figlio, a meno che non ricorra uno dei seguenti casi: a) quando il genitore risulti coniugato con persona diversa dall'altro genitore; b) quando il genitore risulti avere figli con persona diversa dall'altro genitore; c) quando con provvedimento dell'autorità giudiziaria sia stato stabilito il versamento di assegni periodici destinato al mantenimento dei figli; d) quando sussiste esclusione dalla potestà sui figli o è stato adottato, ai sensi dell'articolo 333 del codice civile, il provvedimento di allontanamento dalla residenza familiare; e) quando risulti accertato in sede giurisdizionale o dalla pubblica autorità competente in materia di servizi sociali la estraneità in termini di rapporti affettivi ed economici. Nei casi a) e b) l'ISEE dello studente universitario è integrato di una componente aggiuntiva calcolata secondo l'allegato 2 al DPCM 159/2013.